# Wolfgang Kaupen
Wolfgang Kaupen (ur. 30 marca 1936 w Braniewie, zm. 30 maja 1981) – niemiecki socjolog, wykładowca Uniwersytetu Kolońskiego.

## Życiorys
Urodził się w Braniewie w rodzinie Wilhelma, starszego urzędnika podatkowego (Stadtoberrentmeister), i Marii z d. Peitz. Był drugim z czworga dzieci małżeństwa. W Braniewie mieszkali na osiedlu Koźlin, w domu przy Hansastraße 1 (ul. Warmińska). Jeszcze przed wybuchem II wojny światowej, w 1938, rodzina, wówczas z dwójką dzieci, przeprowadziła się w głąb Niemiec. Najpierw do Oranienburga, a następnie do Wipperfürth, gdzie ojciec piastował od 1948 roku przez 12 lat urząd burmistrza miasta. Niezłomna surowość ojca, urzędnika państwowego, wywarła na niego silny wpływ na Wolfganga. Ponadto wcześnie stracił matkę, która zmarła w 1967 roku.
W 1955 r. Wolfgang ukończył szkołę średnią w Wipperfürth. W latach 1955–1969 studiował na uniwersytetach w Tybindze, Kolonii, Paryżu (1961/62) i Mannheim, najpierw germanistykę i romanistykę, a potem prawo i socjologię. W 1962 ożenił się z socjolożką Heidrun Haas, później profesorem socjologii medycyny na Wydziale Lekarskim Uniwersytetu w Hamburgu; razem prowadzili wspólnie wiele projektów naukowych.
Od 1963 do 1966 r. pracował nad projektem badawczym „Znaczenie prawników w społeczeństwie ekonomicznym” Niemieckiej Wspólnoty Badawczej (DFG). Od 1967 do 1971 kierował wydziałem socjologicznym Instytutu Badań MŚP na Uniwersytecie w Kolonii (dyrektorem był prof. René König). Obaj położyli wytyczyli kierunki jego dalszej badań socjologicznych, a później prawno-socjologicznych.
W 2009 r. wydział socjologii Uniwersytetu Kolońskiego ustanowił nagrodę im. Wolfganga Kaupena (Wolfgang Kaupen-Preis), aby upamiętnić współzałożyciela Wydziału Socjologii Prawa. Wysokość nagrody wynosi 500 euro. Przyznawana jest autorowi najlepszego eseju prawniczo-socjologicznego roku.

## Publikacje
- H.J. Humell, H. Kaupen-Haas, Wolfgang Kaupen Die Oberweisung von Patienten als Bestandteil des ärztlichen lnteraktionssystems, in: H. Kaupen-Haas, Hg., Soziologische Probleme medizinischer Berufe, Köln: Westdeutscher Verlag 1968, 139–162 (Englisch in: Social Science and Medicine 1970, Vol. 3, 597–607.)
- H. Daheim, Wolfgang Kaupen Der Diplomlandwirt (Schriften zur Mittelstandsforschung, Bd. 56), Köln: Kölner Universitätsverlag, 1972
- U. Etienne, Wolfgang Kaupen Die Verbreitung von Neuerung im Handwerk (Schriften zur Mittelstandsforschung, Bd. 61), Göttingen: O. Schwartz-Verlag, 1974
- Wolfgang Kaupen, R. Werle, Hg., Soziologische Probleme juristischer Berufe (Schriften zur Mittelstandsforschung, Bd. 65), Göttingen: O. Schwartz-Verlag, 1974